# Heteromyias
A Heteromyias  a madarak osztályának verébalakúak (Passeriformes) rendjébe és a cinegelégykapó-félék (Petroicidae) családjába tartozó nem.

## Rendszerezésük
A nemet Richard Bowdler Sharpe írta le 1879-ben, az alábbi 2 faj tartozik ide:
- Heteromyias albispecularis
- Heteromyias cinereifrons

## Előfordulásuk
Az egyik faj Új-Guinea, a másik Ausztrália területén honos. Természetes élőhelyeik a szubtrópusi és trópusi síkvidéki és hegyi esőerdők. Állandó, nem vonuló fajok.

## Megjelenésük
Testhosszuk 15–20 centiméter közötti.

## Életmódjuk
Rovarokkal és más gerinctelen állatokkal táplálkoznak.